# Polyrhachis regesa
Polyrhachis regesa é uma espécie de formiga do gênero Polyrhachis, pertencente à subfamília Formicinae.